# ブラックウォール・フリゲート

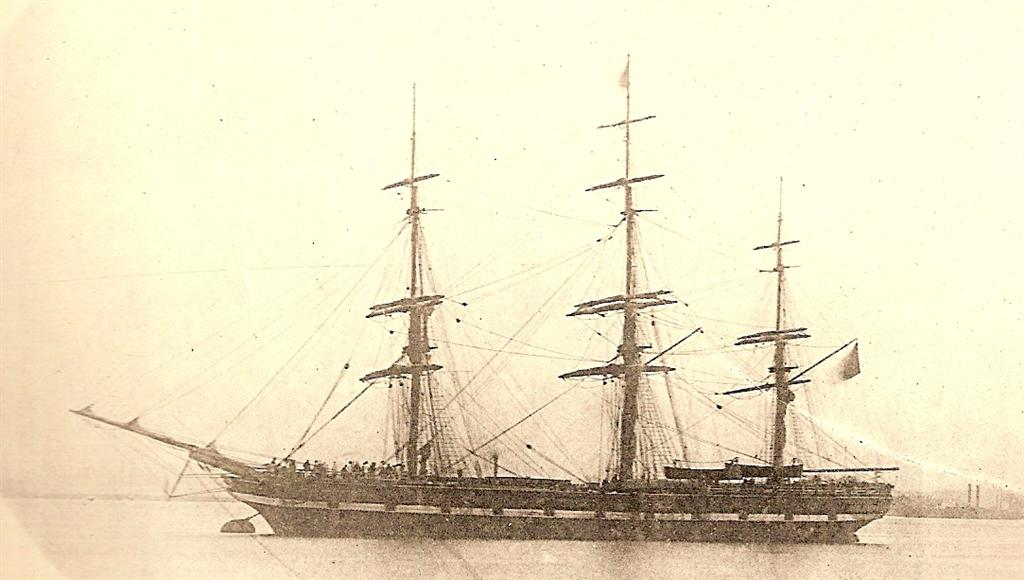
ブラックウォール・フリゲート Northfleet (1853)

ブラックウォール・フリゲート (Blackwall frigate)は1830年代後半から1870年代中頃にかけて建造された、3本マストで全装帆形式のシップ船の通称である。
これらの船は、イギリス東インド会社のインディアマンの代替として設計され、イギリス本国、喜望峰や、インド、中国の間の貿易で用いられた。しかし、1850年代からはイギリス本国と豪州やニュージーランドとの間の貿易航路に活躍の場を移した。
最初のブラックウォール・フリゲートは、ウィグラムとグリーンによってテムズ川河畔のブラックウォール・ヤードで建造された。ブラックウォール・ヤードでは17世紀初頭から様々なオーナーの下で東インド会社向けのインディアマンを建造しており、同様に英国海軍向けの軍艦建造も行っていた。 
伝統的なインディアマンの船尾楼が二層であった一方で、ブラックウォール・フリゲートの船尾楼は一層であり、外観は海軍のフリゲートのいで立ちによく似ていた。船尾楼が一層となったことで船尾の線形は良好となり、船首の水面下での優れた形状と合わせて、1840年代に登場したクリッパー船には及ばないものの、高速な帆船となった。 その他に初期のブラックウォール・フリゲートは水面上の船首の形状が非常に丸みを帯びている事が特徴で、"りんごのような頬っぺた"と表現された。 最初の2隻のブラックウォール・フリゲートは、1837年に建造された871トンのSeringapatam と951トンのMadagascarで、これらの名前は英国海軍のインドで建造されたフリゲートから、何代目かの後継者として襲名された。 ヤードでは商船とともに軍艦も多数建造しており、伝統的なインディアマンのデザインに加え、軍艦様式から技術的な影響を受けるとともに幾分かの特徴を受け継ぐこととなった。このことが外観上の類似性や最初期の両船の命名につながり、ブラックウォール・フリゲートという呼び名の由来となった。
1875年にブラックウォール・ヤードでグリーン家によって建造された1857トンの鉄製船Melbourneが最後のブラックウォール・フリゲートとなった。それまでに120隻を超えるブラックウォール・フリゲートがイギリスやインドの造船所で建造された。これらの高速帆船は安全で快適な船と見なされており、高級品の貿易に用いられた。しかし、その内の何隻かは19世紀の有名な難破事件の中で、以下のようにその名を記憶されることとなった。
- Madagascar, 1853年にオーストラリアのメルボルンとロンドンの間で150人の乗組員とともに消息不明。
- Dalhousie, 1853年9月13日、ビーチー・ヘッドで沈没。乗客乗員のうち60人が死亡。
- Dunbar, 1857年8月20日、オーストラリアのシドニー・ヘッド 付近で沈没。121人が死亡。
- Northfleet, 1873年2月22日、イギリス海峡で蒸気船に衝突し沈没。320人が死亡。
- Cospatrick, 1874年11月18日、喜望峰南の沖合で火災により焼失。473人が死亡。

後期のブラックウォール・フリゲートの中では、1861年に建造された1866トンのParramattaと1046トンのTrue Britonが良く知られている。True Britonはオーストラリアやニュージーランドに向けて乗客や貨物、囚人などを輸送する航海を頻繁に行っていた。この船の写真がビクトリア州立図書館に展示されている。

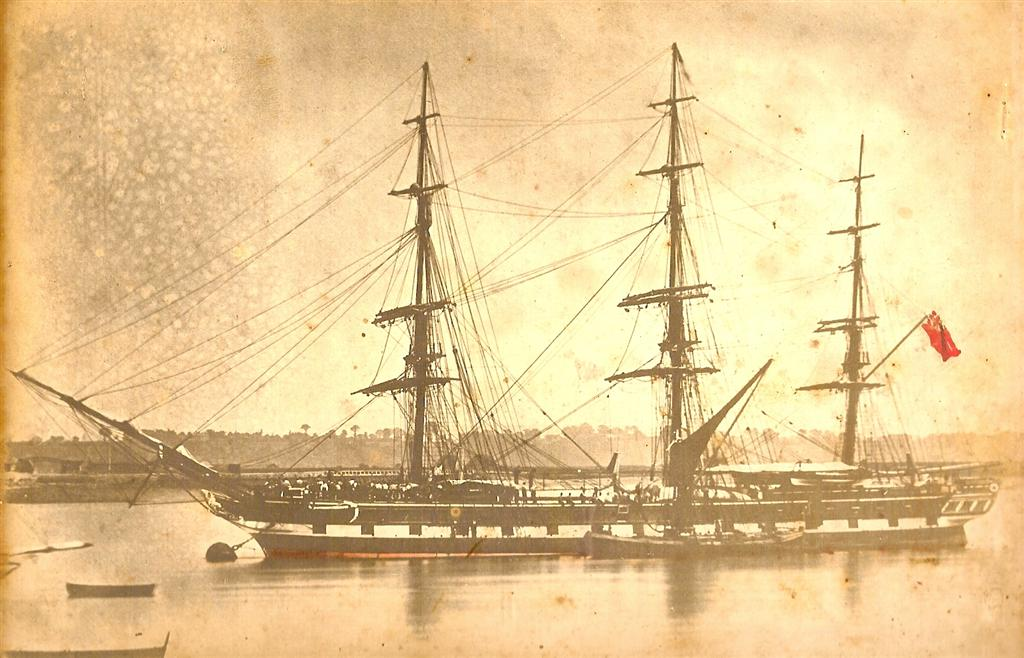
セミクリッパー Clyde (1860) 1151 トン

1860年代まで、ブラックウォール・フリゲートとクリッパーの主な違いは船尾楼が有るか無いか (「純粋な」クリッパーには船尾楼はけっして無かったが、多くのセミクリッパーは船尾楼を持っていた。) であり、残りの違いはダンブル・ホーム船体、もしくは喫水線より乾舷の方が狭くなっている船体の形状がクリッパーやセミクリッパーよりブラックウォール・フリゲートの方が顕著であった所である。
1870年代の間に乗客輸送用としては両船種ともに蒸気船と置き換えられた。また後継の帆船であるウィンドジャマーは貨物専用として建造された。

## 参照
- Lubbock, Basil (1922). The Blackwall Frigates. Glasgow: Brown, Son & Ferguson
- Lloyd's Register of Shipping
- Lyon, David (1993). The Navy Sailing List - All the Ships of the Royal Navy built, Purchased and Captured - 1688-1860. London: Conway Maritime Press. ISBN 085177864X